# MercedesCup 2016
MercedesCup 2016 byl tenisový turnaj pořádaný jako součást mužského okruhu ATP World Tour, který se podruhé hrál na otevřených travnatých dvorcích tenisového oddílu Weissenhof v německém městě Stuttgart. Konal se mezi 6. až 12. červnem 2016 jako 39. ročník turnaje.
Turnaj s rozpočtem 675 645 eur patřil do kategorie ATP World Tour 250. Nejvýše nasazeným hráčem ve dvouhře se stal třetí tenista světa Roger Federer ze Švýcarska. Jako poslední přímý účastník do hlavní singlové soutěže nastoupil 112. německý hráč žebříčku Jan-Lennard Struff.
Čtvrtfinálovou výhrou nad Florianem Mayerem se Švýcar Roger Federer posunul na 2. místo statistik otevřené éry v počtu vítězných zápasů. Jednalo se o jeho 1 072 výhru, čímž o jeden zápas překonal Ivana Lendla. Na čele zůstával Američan Jimmy Connors s 1 256 vítězstvími.
Singlový titul získal Rakušan Dominic Thiem, který tak po turnaji měl ze všech hráčů nejvíce – 45 vítězných zápasů v roce 2016 a jako první vybojoval tituly na všech třech površích: antuce, tvrdém i trávě. Tím se stal dvacátým devátým tenistou otevřené éry (od května 1968) a teprve devátým aktivním, kterému se tento výkon podařil v rámci jedné sezóny. Deblovou soutěž vyhrál novozélandský pár Marcus Daniell a Artem Sitak, pro něž to byla druhá společná trofej na okruhu ATP Tour.

## Rozdělení bodů a finančních odměn

### Rozdělení bodů
| Soutěž  | vítězové | finalisté | semifinalisté | čtvrtfinalisté | 16 v kole | 32 v kole | Q  | Q3 | Q2 | Q1 |
| ------- | -------- | --------- | ------------- | -------------- | --------- | --------- | -- | -- | -- | -- |
| dvouhra | 250      | 150       | 90            | 45             | 20        | 0         | 12 | 6  | 0  | 0  |
| čtyřhra | 250      | 150       | 90            | 45             | 0         | —         | —  | —  | —  | —  |

### Finanční odměny
| Soutěž                              | vítězové | finalisté | semifinalisté | čtvrtfinalisté | 16 v kole | 32 v kole | Q3     | Q2     | Q1 |
| dvouhra                             | €107 900 | €56 830   | €30 790       | €17 540        | €10 335   | €6 120    | €2 755 | €1 380 | —  |
| čtyřhra                             | €32 800  | €17,230   | €9 340        | €5 340         | €3 130    | —         | —      | —      | —  |
| částka ve čtyřhře je uvedena na pár |          |           |               |                |           |           |        |        |    |

## Dvouhra mužů

### Nasazení
| Stát                           | Hráč                  | ATP | Nasazení |
| ------------------------------ | --------------------- | --- | -------- |
| Švýcarsko                      | Roger Federer         | 3.  | 1.       |
| Chorvatsko                     | Marin Čilić           | 10. | 2.       |
| Rakousko                       | Dominic Thiem         | 15. | 3.       |
| Francie                        | Gilles Simon          | 18. | 4.       |
| Španělsko                      | Feliciano López       | 23. | 5.       |
| Srbsko                         | Viktor Troicki        | 24. | 6.       |
| Německo                        | Philipp Kohlschreiber | 26. | 7.       |
| Francie                        | Lucas Pouille         | 31. | 8.       |
| Žebříček ATP k 23. květnu 2016 |                       |     |          |

### Jiné formy účasti
Následující hráči obdrželi divokou kartu do hlavní soutěže:
- Michael Berrer
- Jan Choinski
- Juan Martín del Potro

Následující hráči postoupili z kvalifikace:
- Fabrice Martin
- Florian Mayer
- Serhij Stachovskyj
- Radek Štěpánek

### Odhlášení
před zahájením turnaje
- Jevgenij Donskoj → nahradil jej Jan-Lennard Struff
- Benoît Paire → nahradil jej Michail Južnyj

### Skrečování
- Jan Choinski[1]

## Mužská čtyřhra

### Nasazení
| Stát                                                                                    | Hráč          | Stát     | Hráč           | ATP | Nasazení |
| --------------------------------------------------------------------------------------- | ------------- | -------- | -------------- | --- | -------- |
| USA                                                                                     | Bob Bryan     | USA      | Mike Bryan     | 15. | 1.       |
| Rumunsko                                                                                | Florin Mergea | Rumunsko | Horia Tecău    | 17. | 2.       |
| Austrálie                                                                               | John Peers    | Brazílie | Bruno Soares   | 22. | 3.       |
| Polsko                                                                                  | Łukasz Kubot  | Rakousko | Alexander Peya | 44. | 4.       |
| Žebříček ATP k 23. květnu 2016; číslo je součtem žebříčkového postavení obou členů páru |               |          |                |     |          |

### Jiné formy účasti
Následující páry obdržely divokou kartu do hlavní soutěže:
- Michael Berrer /  Jan-Lennard Struff
- Juan Martín del Potro /  Taylor Fritz

## Přehled finále

### Mužská dvouhra
- Dominic Thiem vs.  Philipp Kohlschreiber, 6–7(2–7), 6–4, 6–4

### Mužská čtyřhra
- Marcus Daniell /  Artem Sitak vs.  Oliver Marach /  Fabrice Martin, 6–7(4–7), 6–4, [10–8]